# 三ツ寺遺跡
三ツ寺遺跡（みつでらいせき）または三ツ寺Ⅰ遺跡（みつでらいちいせき）は、群馬県高崎市三ツ寺町にある古墳時代の遺跡。日本考古学の学史上はじめて古墳時代の地域首長（豪族）の居館遺構が発見されたことで著名である。

## 概要
榛名山の南麓に広がる扇状地末端部近くの猿府川沖積平野に位置する。いくつかの発掘調査報告書での遺跡名は「三ツ寺遺跡」となっているが、本遺跡北側の首長居館外の地域に「三ツ寺Ⅱ遺跡」もあるため、居館遺跡について指す場合には「三ツ寺Ⅰ遺跡」と呼ぶ方が正確である。
発掘調査以前の遺跡は埋没し畑になっていたが、居館遺構の盛土により周囲より一段高くなっており、地元の人々から「島畑」と呼ばれていた。1981年（昭和56年）から1983年（昭和58年）にかけて、上越新幹線の建設に伴って、高架橋の橋脚範囲が発掘調査された。その結果、これまで発見されたことがなかった、古墳時代の首長居館とみられる大規模な施設が見つかった。
居館跡は内側に1メートルの盛土が施された1辺が86メートルの方形で、西辺2か所と南辺1か所に張出部を伴い、周囲を幅30-40メートル、深さ約3-4メートルの濠を巡らせ、更に濠の内縁には石垣が築かれていたことが判明した。
敷地の内側には濠に沿って三重の柵列があり、更に別の柵で南北に二分されている。南地区の西寄りには13.6メートル×14.1メートルの主殿とみられる掘立柱建物の遺構や濠から木樋で水を引いた祭祀施設の跡が見られる。
これに対して北地区では複数の竪穴建物の跡が検出されており、南側を宮殿もしくは公的空間、北側を内廷もしくは私的空間であったとする説もある。また、一定の防御施設が整えられており、北西部の張出部に架かっていた橋を用いて出入りしていたとみられている。
居館の存続期間は土器の年代観から5世紀第3四半期から6世紀初頭までの、40-50年間と推定されている。
北西には、古代上毛野の有力者が葬られたと推定されている保渡田古墳群があり、三ツ寺遺跡に居住した首長の墓であったとみられている。

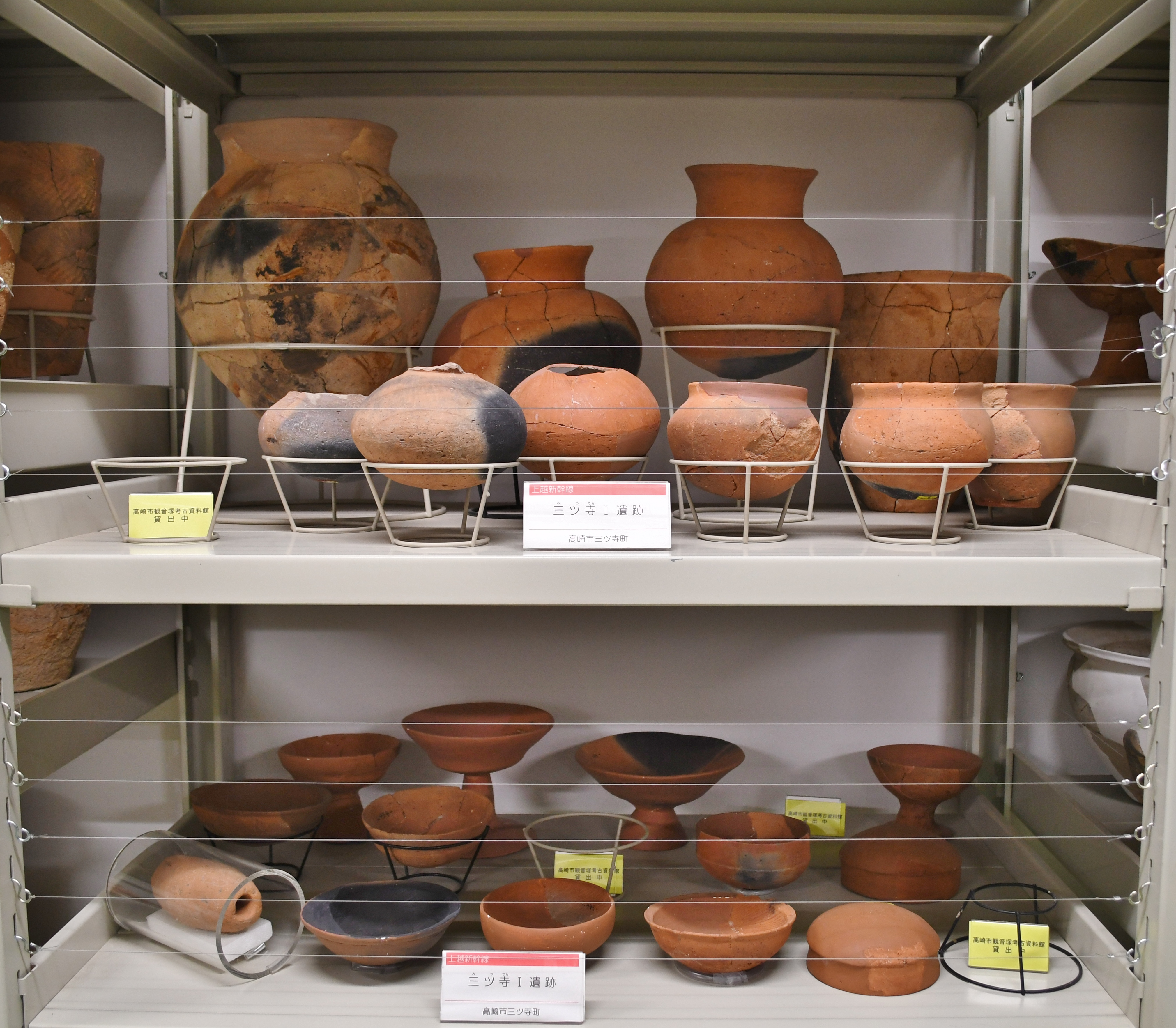
出土土器 群馬県埋蔵文化財調査センター発掘情報館展示。